# Acleisanthes acutifolia
Acleisanthes acutifolia är en underblomsväxtart som beskrevs av Paul Carpenter Standley. Acleisanthes acutifolia ingår i släktet Acleisanthes och familjen underblomsväxter. Inga underarter finns listade i Catalogue of Life.